# Leonid Carp
Leonid Carp (31 de octubre de 1996) es un deportista rumano que compite en piragüismo en la modalidad de aguas tranquilas. Ganó dos medallas en el Campeonato Mundial de Piragüismo, oro en 2015 y plata en 2017, y cuatro medallas de plata en el Campeonato Europeo de Piragüismo entre los años 2015 y 2018.

## Palmarés internacional
| Campeonato Mundial | Campeonato Mundial       | Campeonato Mundial | Campeonato Mundial |
| Año                | Lugar                    | Medalla            | Competición        |
| ------------------ | ------------------------ | ------------------ | ------------------ |
| 2015               | Milán (Italia)           | Medalla de oro     | C4 1000 m          |
| 2017               | Račice (República Checa) | Medalla de plata   | C2 500 m           |
| Campeonato Europeo |                          |                    |                    |
| Año                | Lugar                    | Medalla            | Competición        |
| 2015               | Račice (República Checa) | Medalla de plata   | C4 1000 m          |
| 2017               | Plovdiv (Bulgaria)       | Medalla de plata   | C2 500 m           |
| 2018               | Belgrado (Serbia)        | Medalla de oro     | C2 500 m           |
| 2018               | Belgrado (Serbia)        | Medalla de plata   | C2 1000 m          |